# إرنستو بيريز
إرنستو بيريز دانجيلو (1932-2013) هو جيولوجي تشيلي وعالم حفريات. وهو معروف بإسهاماته في تطوير علم الحفريات في تشيلي. وتشمل مساهماته تنظيم مكتبات الحفريات والمجموعات الأحفورية ووصف العديد من الأصناف الجديدة في حقبة الحياة الوسطى. من 1986 إلى 1997 كان رئيس تحرير مجلة Revista Geológica de Chile. 